# Жалобіно
Жалобіно (рос. Жалобино) — присілок в Бабинінському районі Калузької області Російської Федерації.
Населення становить 4 особи. Входить до складу муніципального утворення Муніципальне утворення Село Утєшево.

## Історія
У 1930-1937 року населений пункт належав до Московської області. Відтак, у 1937-1944 роках належав до Тульської області, від 1944 року в складі Калузької області.
Орган місцевого самоврядування від 2004 року — Муніципальне утворення Село Утєшево.

## Населення
| 2002 | 2010 |
| ---- | ---- |
| 4    | →4   |